# Mihai Alexandru Voicu
Mihai Alexandru Voicu (n. 16 septembrie 1968, București, România) este un politician român, membru al Partidul Național Liberal.

## Biografie
Mihai Alexandru Voicu s-a născut la data de 16 septembrie 1968 în orașul București. A absolvit în anul 1993, Facultatea de Construcții Civile, Industriale și Agricole din cadrul Institutului de Construcții București, obținând titlul de inginer construcții civile.
Lucrează apoi ca director de departament la firma SC Zebra Industries Corporation SA (1993-1995) și apoi ca Director General al SC Unipaper Traders SRL (1995-2000) - având ca obiect de activitate importul și distribuția de hârtie și alte produse de birotică.
Mihai Voicu a cochetat cu politica încă din perioada studenției, când a deținut funcția de președinte al Organizației Tineretului Universitar Național Liberal (1991-1993). Ulterior lucrează la Departamentul Electoral Central al Partidului Național Liberal (1999-2001). Între anii 2001-2004 îndeplinește funcția de Secretar General al Partidului Național Liberal.
În urma alegerilor parlamentare din noiembrie 2004, Mihai Alexandru Voicu a fost ales în funcția de deputat de Dolj pe listele PNL. În calitate de deputat, Mihai Voicu a făcut parte ca membru în Comisia pentru drepturile omului, culte și problemele minorităților naționale (până în octombrie 2005) și apoi în Comisia pentru muncă și protecție socială (din octombrie 2005).
La data de 29 decembrie 2004, Mihai-Alexandru Voicu este desemnat ca ministru delegat pentru Coordonarea Secretariatului General al Guvernului. Odată cu vacantarea funcției de ministru delegat pentru Relația cu Parlamentul prin alegerea ministrului Bogdan Olteanu în funcția de președinte al Camerei Deputaților, prin decretul din 7 aprilie 2006 al președintelui României, Traian Băsescu, Mihai Alexandru Voicu a fost desemnat în funcția de ministru interimar pentru a îndeplini și atribuțiile ministrului delegat pentru relația cu Parlamentul.
La data de 23 mai 2006 Mihai-Alexandru Voicu este desemnat ministru delegat pentru relația cu Parlamentul, fiind eliberat din funcția deținută anterior în Guvernul Tăriceanu.
Conform declarației sale de interese, ministrul Voicu este asociat la firma Gant&Sterling Consulting, având ca obiect de activitate consultanță în marketing, management, resurse umane, cercetare de piață și coordonare evenimente.
Mihai Voicu vorbește fluent limba engleză și bine limba franceză. Din 2015 este căsătorit cu o colegă de partid, Claudia Benchescu .

## Acuzații de corupție
La data de 21 decembrie 2017, DNA Craiova a decis trimiterea în judecată a lui Mihai Alexandru Voicu sub acuzația de săvârșirea infracțiunii de folosire a influenței sau a autorității în scopul obținerii de foloase necuvenite. La data faptelor fiind președintele unei organizații județene de partid politic acesta ar fi condiționat ocuparea pozițiilor eligibile pe listele de vot de donațiile financiare ale membrilor de partid.
Pe 20 iunie 2020 Înalta Curte de Casație și Justiție, l-a achitat definitiv pe Mihai Voicu în acest dosar.